# Брендель, Альберт
Альберт Брендель (нем. Albert Brendel; 7 июня 1827[…], Берлин — 28 мая 1895, Веймар) — немецкий живописец.

## Биография
Альберт Брендель родился 7 июня 1827 года в городе Берлине.
Он с детства начал проявлять любовь к животным и к воспроизведению их в своих рисунках. Художник-пейзажист Август Вильгельм Фердинанд Ширмер принял его в свою мастерскую и убедил посещать Академию искусств.
Затем Брендель посвятил себя воспроизведению моря, но в то же время под руководством Вильгельма Краузе изучал анатомию животных в ветеринарной школе в Берлине.
В 1851 году он через Голландию и Нормандию отправился в Париж, где работал сначала у Кутира, а затем у Филиппо Палицци, 1852 года провел в Италии и на Сицилии, с 1854 по 1864 год снова жил в Париже и его окрестностях, и там-то в обществе французских мастеров Теодора Руссо, Миллье и Констана Тройона выработалось его тонкое понимание природы.
С чрезвычайной быстротой появились одна за другой его картины, плоды упорного труда и серьезного образования, которые принесли ему большую славу и в Париже, и в Берлине. Особенно ценятся его изображения овец; одна из таких картин была в 1863 году приобретена для Люксембургского музея. 

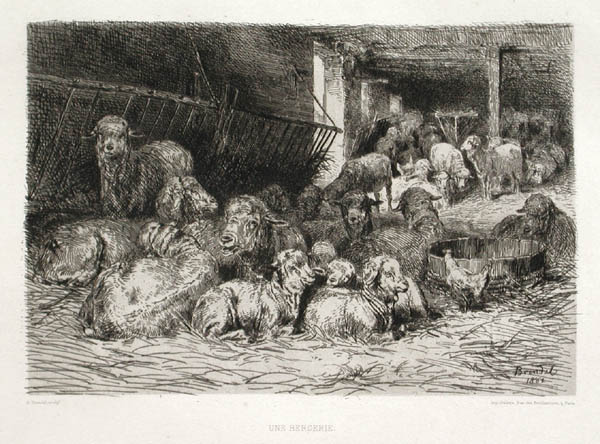
«Овчарня»; 1862 год

Животные изображаются в этих картинах в различном положении и обстановке, характеристики их всегда отличаются богатством деталей, художественный замысел прелестен, а ландшафты тщательно отделаны.
С 1869 по 1875 год художник по большей части проживал в столице Германии, а в 1875 году поселился в Веймар, где стал профессором, а в 1882 году директором местной художественной школы.

Альберт Брендель умер 28 мая 1895 года в городе Веймаре. 